# 骨咄祿娑匐可敦
骨咄祿娑匐可敦（生卒年不詳），又稱阿史德婆匐，後突厥汗國可敦（皇后）和太后。她是毗伽可汗的可敦，其子登利可汗時的攝政（734-741年）。

## 可敦
她父親是暾欲谷，出身阿史德氏，汗國的阿波達干，相當於丞相。她在717年之前嫁給了當時只是特勤的毗伽可汗。
734年，毗伽可汗被權臣梅录啜毒杀，然而，在臨終前把他殺了，他死後伊然可汗繼位，不久亦死去由登利可汗繼位。

## 攝政
當時登利可汗年幼由母親攝政，但實權掌握在左右設手中（均為他的叔父），祿娑匐試圖集中權力，並計劃處決這兩位設。她處決了西部的設，但東部的判闕特勤懷疑其陰謀並發動叛亂，在742年殺死了登利可汗。兩年後，回紇、葛邏祿和拔悉密聯合叛亂攻殺阿史那骨咄葉護可汗，帝國解體。
在帝國的最後時光，祿娑匐和她的氏族一起在唐朝避難。唐玄宗迎接她，為她設宴。她被授予公主的頭銜，並被任命為其人民的統治者。據《新唐書》記載，玄宗在收穫季節給她的族人送麵粉。根據俄羅斯歷史學家列夫·古米廖夫（1912-1992）的說法，她拯救了她的人民，但無法拯救她的國家。